# Oostelijke rifreiger
De oostelijke rifreiger (Egretta sacra) is een vogel uit de familie der reigers (Ardeidae).

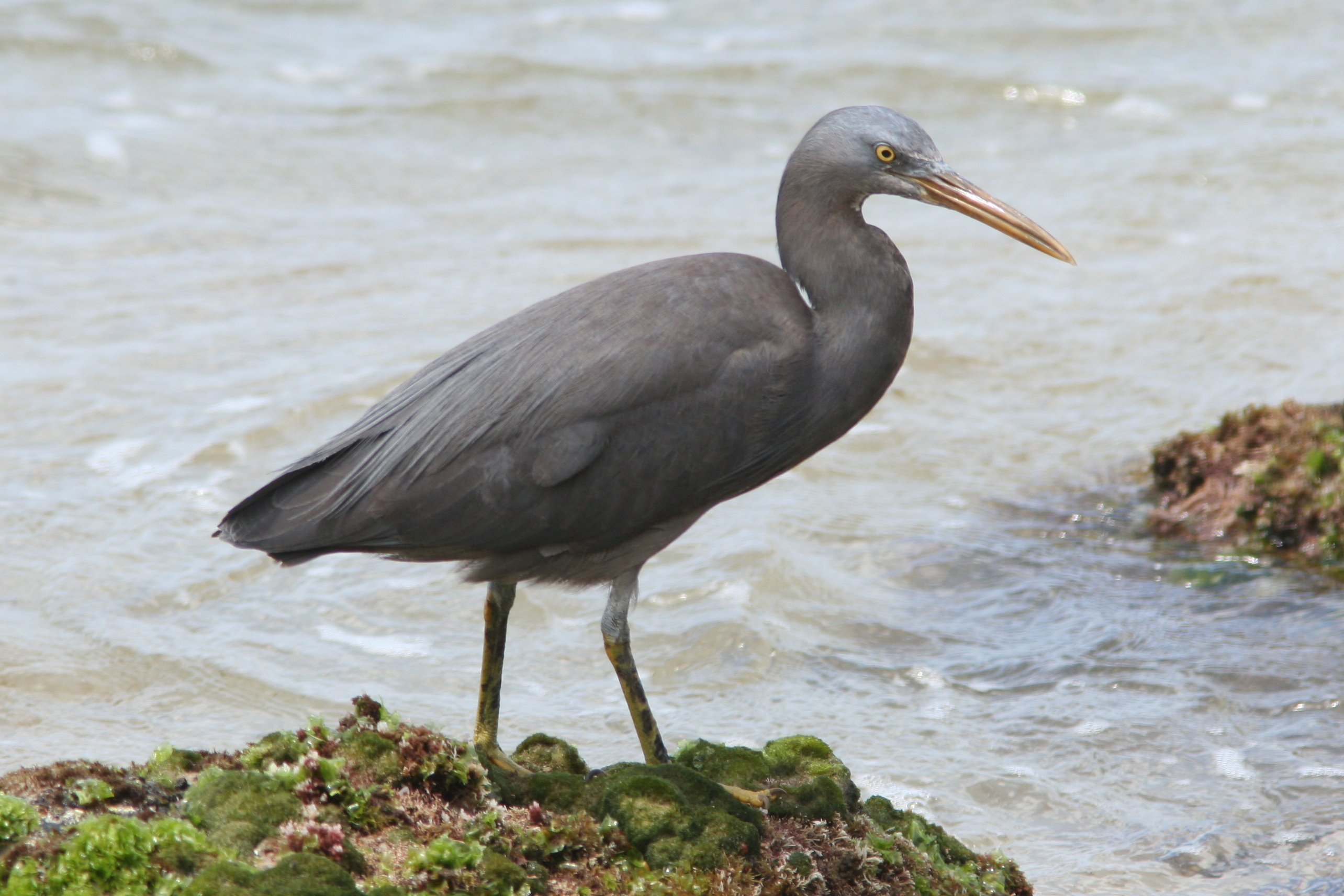
Donkere variant

## Kenmerken
De oostelijke rifreiger is met 57 tot 66 cm en een spanwijdte tussen de 90 en 110 centimeter een middelgrote reiger. Hij weegt zo'n 400 gram. De soort is polymorfistisch met geheel leigrijze en een geheel witte variant. Beide variaties hebben gele poten en een bruinachtige snavel. De donkere variant heeft een witte streep over de kin.

## Voeding en voortplanting
De oostelijke rifreiger leeft van vis, weekdieren, schaaldieren en andere zeedieren.
Broeden doet hij landinwaarts in de jungle, in mangroven of (palm)bomen, ook tussen gebouwen. Het vrouwtje legt twee of drie eieren die na ongeveer 28 dagen uitkomen.

## Habitat en verspreiding
De vogel komt voornamelijk op rotsachtige kusten en mangroven voor in Australië, Bangladesh, Brunei, Cambodja, China, Christmaseiland, Cocoseilanden, Fiji, Frans-Polynesië, Guam, India, Indonesië, Japan, Zuid-Korea, Noord-Korea, Maleisië, de Marshalleilanden, Myanmar, Nieuw-Caledonië, Nieuw-Zeeland, de Noordelijke Marianen, Palau, Papoea-Nieuw-Guinea, de Filipijnen, Singapore, de Salomonseilanden, Taiwan, Thailand, Oost-Timor, Tonga, Vietnam.
De soort telt twee ondersoorten:
- E. s. sacra: van de kust van zuidoostelijk Azië tot Australië en Oceanië.
- E. s. albolineata: Nieuw-Caledonië en de Loyaliteitseilanden.

## Status
De grootte van de populatie is in 2006 geschat op 100.000-1.000.000 vogels. Op de Rode lijst van de IUCN heeft deze soort de status niet bedreigd.

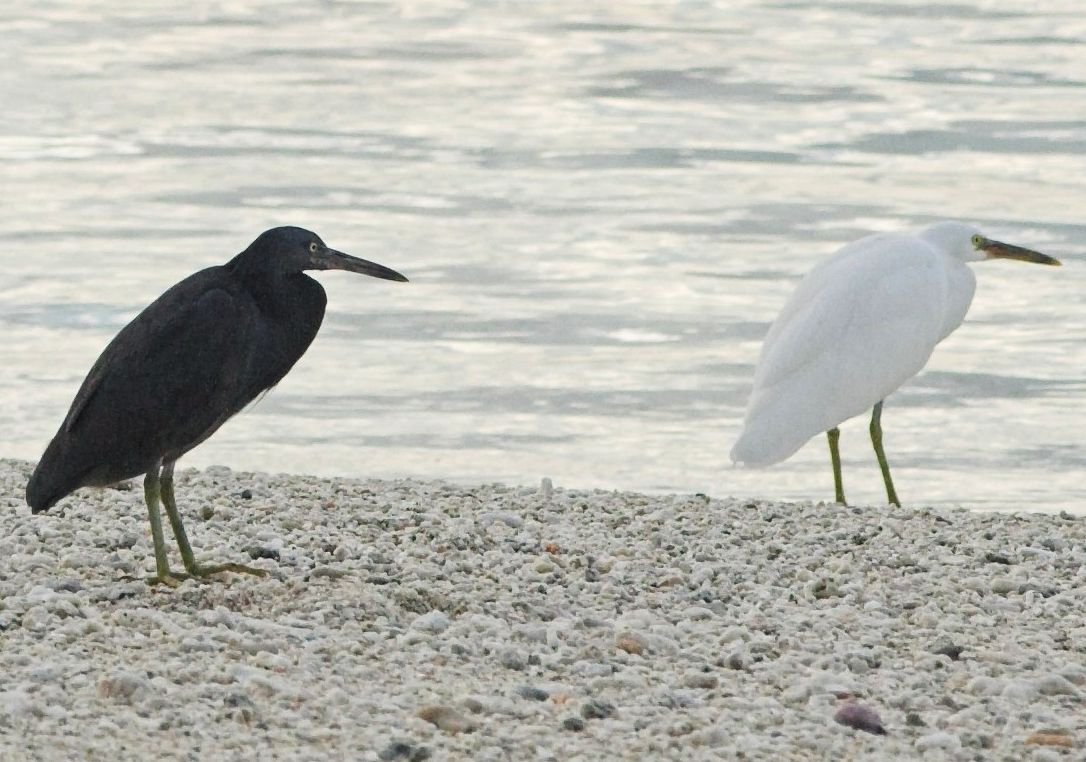
Donkere en lichte variant